# Japanska dunja
Japanska dunja (lat. Chaenomeles japonica) spada u listopadne žbunaste biljke (porodica:Rosaceae). Potiče iz Azije, postojbina su joj Kina i Japan. Na našim prostorima, većinom se gaje kao ukrasno šiblje u vrtovima a dobre su za živu ogradu. Pogodne su kao i bonsai biljke.

### Karakteristike
Japanska dunja je specifični vesnik proleća, i može dostići visinu od jednog do tri metra a raste u vidu trnovitog grma. Sjajni, tamnozeleni i blago nazubljeni listovi po ivicama, naizmenično su raspoređeni i jednostavni dok cvetovi veličine od 3 do 5 cm u prečniku, imaju pet latica i obično su obojeno narandžasto-crvenim nijansama, dok su ređe one sa cvetovima bele i bledo ružičaste boje. Noviji kultivari imaju duple cvetove i prijatan nežan miris. Cvetanje japanske dunje je krajem zime ili početkom proleća (u martu ili aprilu) i najpre se javljaju cvetovi pa tek onda i listovi.

### Plodovi japanske dunje
Plod sazreva kasno na jesen i sličan je nama poznatoj dunji ali dosta je sitniji (dunjica ima prečnik 10 do 15 cm i jestiva je). Ima miris koji liči na miris jabuke i klasične dunje. Pošto su plodovi japanske dunje ipak prilično opori, ne treba ih jesti kao sirove. Koriste se kao dodatak džemovima i kompotima zbog jačanja arome, ali i kod likera. Plod je bogat C vitaminom.

### Razmnožavanje japanske dunje
Japanska dunja se razmnožava drvenastim i poludrvenastim reznicama krajem leta ili početkom jeseni. Može se razmnožavati i odvajanjem izbojaka koji su izašli iz korenovih pupoljaka.
Rano ujutro, pre vrućina, oštrim nožem, sa zdravih i dobro razvijenih biljaka se uzimaju reznice veličine 7.5-15 cm. Reznice se uzimaju sa ovogodišnjih, zdravih i dobro razvijenih izboja koji nemaju tragova bolesti na sebi, i nisu oštećeni od insekata. Izboji prema vrhu biljke su najkvalitetniji. Rez pravite ispod najdonjeg lista. S donje polovine reznice uklonite sve listove, a ako je reznica bujna, deo gornjih listova prikratite na 1.
Kod uzimanja reznica rez mora biti ravan i čist, stoga je veoma važno da uzimate reznice oštrim i čistim alatom. Idealan je oštar nož. Kako bi reznice održale dobru vitalnost, potrebno ih je odmah nakon branja, a do sadnje, staviti u plastičnu vrećicu. Vrlo je važno da što je pre moguće stavite reznice u supstrat, kako se ne bi oštetile zbog vrućina.

### Uzgoj
Japanska dunja nije zahtevna za uzgoj. Traži malo svežije, plodno i drenirano zemljište i sunčani položaj. Voli direktno sunce i ne treba je često zalivati. Podnosi skoro svaki tip zemljišta. Biljka može da podnese i sušu, a otporna je i na niske temperature. Pošto joj ne smetaju ni dim, ni prašina, idealna je za živu ogradu pored prometnih ulica.

### Orezivanje
Orezivanje jako dobro podnosi i lako je možete oblikovati po želji. Orezivanje podstiče cvetanje dunje. Orezivanje se obavlja redovno i to posle svakog cvetanja. Grane se obično orezuju na dva do tri puta, a one preguste se proređuju uz oblikovanje grma, da bi se videli dunjini cvetovi.

### Prihranjivanje
Japansku dunju treba prihraniti svakog proleća najbolje sporootapajućim đubrivima pre nego što krene buđanje biljke.

### Sadnja
Može biti u grupama, ili pojedinačno.
Pripremljene reznice japanske dunje treba najpre umočiti u prah za pospešivanje ukorenjivanja, koji danas možete nabaviti u svim bolje snabdevenim prodavnicama sa materijalom za negu ukrasnog bilja. Kao supstrat koristite mešavinu treseta i rečnog peska ili pak gotov supstrat za ukorenjivanje (steckmedium).
Pikiranje se vrši u cvetne lonce, sandučiće i slične posude dovoljne dubine. Reznice do polovine utisnite u supstrat, zalijte, a posudu prekrijte prozirnom PVC vrećicom, plastičnom bocom ili staklenkom i smestite na senovito mesto. Idealna temperatura ukorenjivanja je 23-27°C, a vlažnost vazduha oko 80%. Dalja nega se sastoji u redovnom orošavanju i povremenom provetravanju. Kako napreduje ukorenjivanje, što ćete primetiti po pojavi mladih listića, pokrov potpuno uklonite kako bi biljčice privikli na spoljašnje uslove. Nakon što se biljke dobro ukorene, presađujete ih u pojedinačne posude. Tokom zime, mlade biljčice zaštititi od hladnoće. Neke će se vrste ukoreniti za nekoliko nedelja, dok je nekima potrebno i nekoliko meseci. Kod ovakvog razmnožavanja, pripremite nešto veći broj reznica nego što su vaše potrebe.

## Problemi
Japanska dunja rano cveta, ali se može desiti da rani prolećni mrazevi unište pupoljke i tako dolazi do izostanka cvetanja. Ako dođe do opadanja listova, a uslovi gajenja su ispoštovani, moguće je da je u pitanju napad gljivica, pa je tada neophodno tretiranje fungicidom.

## Savet
Ako i tokom zimskih dana hoćemo da uživamo u cvatu japanske dunje, odrežite nekoliko grančica sa pupova, unesite u toplu sobu i stavite u posudu sa vodom. Grančica će brzo početi da cveta.

## Spoljašnje veze
- Sajt đubrenja
- Japanska dunja - izdrživa žbunasta lapotica
- http://cajeviza.net/japanska-dunja-uzgoj-sadnja-razmnozavanje-t/ Архивирано на веб-сајту  (27. децембар 2016)